# ジュリアン・イングラシア
ジュリアン・イングラシア（Julien Ingrassia、1979年11月26日 - ）は、フランス出身のコ・ドライバー。2008年の世界ジュニアラリー選手権(JWRC)、2013〜2018年、2020〜2021年の世界ラリー選手権 (WRC) ドライバーズチャンピオンであるセバスチャン・オジェの元パートナー。

## 略歴
元々コカ・コーラの社員だったイングラシアは2002年にラリーデビューし、2004年からフランスの大会に出場した。2006年にFFSAチームにて、オジェと出会いプジョー・206で最初の勝利を飾った。2008年-2011年、2019年にシトロエン、2012年-2016年までにはフォルクスワーゲン、2017年-2018年にMスポーツ、2020年-2021年はトヨタと一貫して彼と共に活動し、彼とともに8度の世界王者となった。
2022年以降はオジェがスポット参戦にラリー活動を縮小することに伴い、イングラシアは彼との長きに渡るパートナー生活に終止符を打つことになった。

## 人物
- クールなオジェに対してイングラシアは陽気でムードメーカーな性格であり、ラリー・メキシコでは覆面レスラーのようなパフォーマンスをする。